# Dubiny (přírodní památka)
Dubiny jsou přírodní památka jižně od obce Březová v okrese Uherské Hradiště. Důvodem ochrany je významná orchidejová louka.